# Паровий млин Берлізова

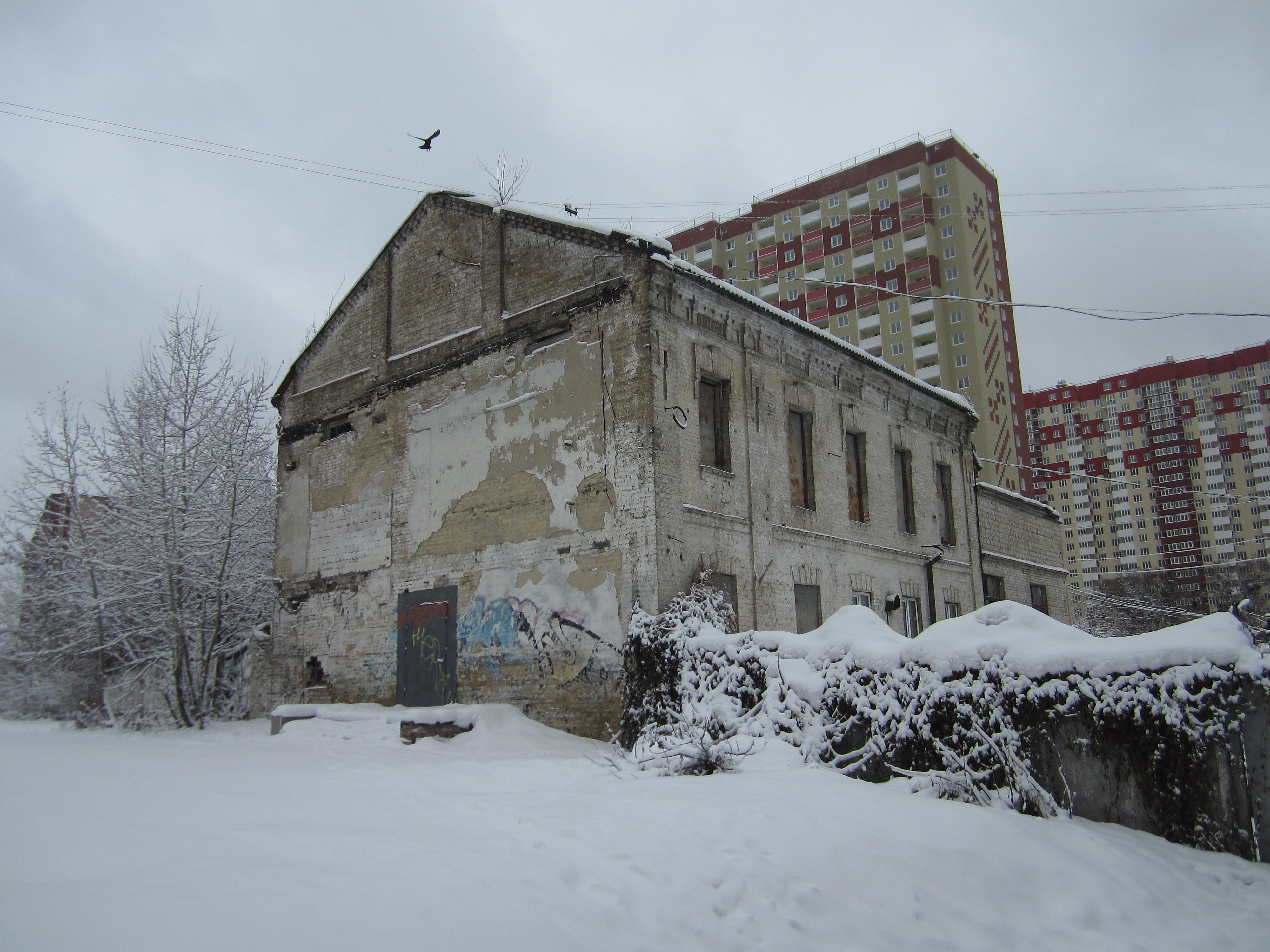
будівля колишнього млина Гаврила Берлізова

Паровий млин Берлізова — борошномельне підприємство, що існувало в Києві (до 1918 року - у приміському селі Деміївка) з 1899 року. Засновано купцем Гаврилом Берлізовим. 
Споруда колишнього млина збереглася і розташована на проспекті Валерія Лобановського, 115-А.

## Історія підприємства
Паровий млин зведено 1899 року у тодішньому селі Деміївка Київського повіту купцем Гаврилом Берлізовим.
За даними довідника «Список фабрик и заводов росссийской империи» (1912), «Берлизовъ, Гавр. Алекс., мѣщ. Пар. муком. мельн. Кіевск. у., Хотовск. вол., с. Деміевка. Мука рж. Выруч. по зак. 7,100 р. Двиг. локмб. съ ч. с. 24. Чис. раб. 9.».
За даними довідкової книги "Календарь. Адресная и справочная книга г. Киева на 1916 год", власником млина був Гаврило Берлізов, а управляючим  - його син Микола Берлізов. Щороку млин перероблював 200 000 пудів жита, працювало 12 робітників. Стояла парова машина потужністю 45 кінських сил. Млин мав адресу вулиця Совська, 52.
У квітні 1918 року Гаврило Берлізов продав млин Бріскману та Лукашевському. Радянська влада невдовзі націоналізовує підприємство. 
За даними адресної книги «Весь Киев» на 1925 г., колишній млин Берлізова значиться як 9-й Держамлин, який орендувала 1-а артіль інвалідів-борошномелів. Достеменно невідомо, коли млин припинив діяльність.
Нині споруда колишнього млина використовується як складське приміщення на території виробничого підприємства УТОС.

## Споруда
Споруда колишнього млина Берлізова - двоповерхова, цегляна, прямокутна у плані. Зведена у цегляному стилі, другий поверх (здебільшого надвіконня та піддашшя) має стриману оздобу. Споруда колишнього парового млина Берлізова не має офіційного охоронного статусу, але є цінним і рідкісним зразком промислової забудови київських околиць та однією із небагатьох збережених млинарських споруд на території Києва.